# リカオニア
リカオニア（英語：Lycaonia）はトルコの小アジア地方、トロス山脈の北部をさす古代の地名である。
東でカッパドキアと接し、北でガラティア、西でフリギアやピシディアと接する広大な地方である。南はトロス山脈と接するが、そこは以前はキリキアと呼ばれていた（ビザンチン時代はトロス山脈南部のキリキアはイサウリアと呼ばれていた）。